# Allgemeine Berufsqualifizierende Kompetenzen
Bei den Allgemeinen Berufsqualifizierenden Kompetenzen (ABK) handelt es sich um einen Studienbereich bzw. einen so genannten fächerübergreifenden Curricularbereich des Bachelor-Studiums an einer Hochschule. Die Lehrveranstaltungen und sonstigen Bestandteile (Praktika, Exkursionen, Workshops) des ABK-Studiums dienen unter anderem
- der Berufsorientierung (vor allem bei Studienfächern, die nicht direkt auf einen bestimmten Beruf oder eine bestimmte Branche vorbereiten),
- dem Erwerb von Berufserfahrung (z. B. durch Praktika),
- dem Erwerb von allgemeinen fachübergreifenden Schlüsselkompetenzen (z. B. Präsentations-, Moderations- und Schreibtechnik, Medienkompetenz, Informationskompetenz, Konfliktmanagement usw.),
- dem Erwerb von Zusatzqualifikationen für bestimmte Berufe und Berufsfelder (z. B. Fremdsprachen, betriebswirtschaftliches Grundwissen, Eventorganisation usw.) und
- der Vorbereitung des Übergangs in den Beruf (z. B. durch Bewerbungstraining, Gespräche mit Berufspraktikern, Networking u. ä.).

Der ABK-Bereich ist fester Bestandteil des Bachelor-Studiums; er wird an den Hochschulen unterschiedlich bezeichnet, zum Beispiel:
- ABV (= Allgemeine Berufsvorbereitung),
- ASQ (= Allgemeine Schlüsselqualifikationen),
- BOK (= Berufsfeldorientierte Kompetenzen) oder
- BOZ (= Berufsfeldorientierte Zusatzqualifikationen).

Die Allgemeinen Berufsqualifizierenden Kompetenzen unterscheiden sich vom „Studium generale“ oder dem Wahlbereich des Studiums in der Regel durch den Berufsbezug und die fachübergreifenden Inhalte. Es geht hier also nicht darum, Lehrveranstaltungen in anderen Fächern zu besuchen, sondern allgemeine (überfachliche) Kompetenzen zu erwerben, die im Berufsleben benötigt werden, und gleichzeitig eine Verbindung von Studium und Beruf herzustellen bzw. vorzubereiten.